# Stanisław Niewitecki
Stanisław Niewitecki (ur. 26 kwietnia 1904 w Gołańczy, zm. 5 stycznia 1969 w Bydgoszczy) – polski numizmatyk i działacz społeczny.

## Okres młodości
Urodził się 26 kwietnia 1904 r. w Gołańczy koło Wągrowca. Po ukończeniu szkoły ludowej w rodzinnej miejscowości kontynuował naukę w Miejskiej Szkole Handlowej w Bydgoszczy. Z miastem swojej młodości związał się na całe życie. Po praktyce zawodowej w Banku Ludowym w Gołańczy, od 1922 r. pracował w Banku M. Stadthagena Sp. Akc. w Bydgoszczy. Po upadku tego banku w 1932 r. został jego likwidatorem. W 1937 r. uruchomił w Bydgoszczy pierwszą polską wytwórnię chleba szwedzkiego Chleb Szwedzki S-ka z o.o. (produkującą kilka gatunków sucharów, chleb graham itp.), głównie dla marynarki polskiej. Fabrykę tę prowadził do wybuchu wojny, a w latach 1938–1939 był jednocześnie dyrektorem fabryki „Kauczuk” w Bydgoszczy (późniejszy „Stomil”).
Oprócz pracy jednocześnie udzielał się społecznie.  Miał szerokie zainteresowania, ale jego życiową pasją była zawsze numizmatyka. Przy jego czynnym uczestnictwie 22 listopada 1935 r. powstało Towarzystwo Numizmatyczne w Bydgoszczy. W nowo powstałym towarzystwie pełnił funkcję skarbnika.

## Wojna i okres powojenny
Wojna, zarówno dla Stanisława Niewiteckiego, jak również dla Towarzystwa Numizmatycznego, okazała się okresem niezwykle ciężkim. Na początku wojny został wywieziony do Lublina, gdzie przez rok był więziony przez Gestapo. Po uwolnieniu przeniósł się do Warszawy, gdzie poznał swoją przyszłą żonę, Wandę Niewitecką. Oboje wzięli udział w powstaniu warszawskim: on w obronie cywilnej, a ona jako sanitariuszka. Po upadku powstania zostali wywiezieni do Niemiec, pod granicę holenderską, skąd uciekli do Bydgoszczy. Pracował w wielu przedsiębiorstwach, pełniąc w nich odpowiedzialne stanowiska. Prowadził też przedsiębiorstwa własne. Pozostawał czynny zawodowo do 1960 r., kiedy to ze względu na stan zdrowia przeszedł na rentę.

## Działalność społeczna
Po wojnie ponownie włączył się w dzieło utworzenia w Bydgoszczy organizacji numizmatycznej. Miał duży udział w powołaniu 26 października 1954 r. Oddziału Bydgoskiego Polskiego Towarzystwa Archeologicznego. W powstałym Oddziale Bydgoskim pełnił początkowo funkcję kierownika zespołu numizmatyków, a następnie od 1960 r., kiedy wyodrębniono koło numizmatyczne, sprawował najpierw funkcję kierownika koła, a od 1964 r. funkcję prezesa tegoż koła. Na tym stanowisku pozostał do chwili śmierci. 
Stanisław Niewitecki aktywnie pracował społecznie także w wielu innych organizacjach sportowych, turystycznych itp. Już przed wojną działał w wielu towarzystwach na terenie Bydgoszczy, a po wojnie był członkiem zarządu oraz sędzią klasy państwowej w Bydgoskim Towarzystwie Wioślarskim, działał również w Polskim Związku Pływackim, Polskim Związku Narciarskim, w Towarzystwie Turystyczno-Krajoznawczym i Polskim Związku Filatelistów (jako sekretarz zarządu). Jako członek Rady Bibliotecznej przy Miejskiej Bibliotece Publicznej duże zasługi położył w rozwoju Kół Przyjaciół Biblioteki. Był inicjatorem budowy (właściwie odbudowy) pomnika Henryka Sienkiewicza i najaktywniejszym członkiem Komitetu Budowy, inicjatorem wydania medali Adama Grzymały-Siedleckiego, Henryka Sienkiewicza i in.
Był też inicjatorem kilku ważnych dla Bydgoszczy akcji. Wymienić należy tutaj przede wszystkim działalność w Komitecie Budowy pomnika Henryka Sienkiewicza oraz zainicjowanie wydania medali poświęconych Adamowi Grzymale–Siedleckiemu i Henrykowi Sienkiewiczowi. Udzielał się w pracach Rady Bibliotecznej przy Miejskiej Bibliotece Publicznej. Znany był z tego, że nigdy nie szczędził własnego czasu ani wysiłku w sumiennym dążeniu do wyznaczonego celu. W 1961 r. za swoje zasługi został uhonorowany odznaką „Bydgoszcz Zasłużonemu Obywatelowi”.

## Epilog
Stanisław Niewitecki zmarł 5 stycznia 1969 r. Pochowany został na cmentarzu Nowofarnym w Bydgoszczy, a następnie w 1972 r. przeniesiony na cmentarz Junikowski w Poznaniu. W dowód uznania zasług Zmarłego dla środowiska bydgoskich numizmatyków Sekcja Numizmatyczna od 1970 r., a później Oddział Bydgoski, nosi jego imię. Muzeum Okręgowe im. Leona Wyczółkowskiego w Bydgoszczy posiada w swych zbiorach fragment skarbu oraz 1162 monety i banknoty zakupione z jego kolekcji. W 1979 r. Oddział Bydgoski wydał pamiątkowy menniczy medal z popiersiem Patrona na rewersie. Znane też są inne medale z jego podobizną.
W 1999 r., w trzydziestą rocznicę śmierci, po okolicznościowej sesji odsłonięto pamiątkową tablicę poświęconą Stanisławowi Niewiteckiemu. Tablica została zawieszona na ścianie budynku przy ul. Jagiellońskiej 2, gdzie przez lata mieszkała rodzina Niewiteckich. Aktu odsłonięcia tablicy dokonała wdowa po Patronie – Wanda Niewitecka.
W 2001 r., z okazji 80-lecia poznańskiego oddziału Polskiego Towarzystwa Numizmatycznego wydano okolicznościowy medalion z podobiznami Stanisława i Wandy Niewiteckich. W 2004 r., z okazji 100 rocznicy urodzin Patrona Oddziału Bydgoskiego, odbyło się uroczyste spotkanie numizmatyków oraz rodziny i przyjaciół Stanisława Niewiteckiego.
W 2011 r. nazwano jego imieniem jedną z ulic w Bydgoszczy.